# Meyba
Meyba è un'azienda spagnola di abbigliamento sportivo con sede a Barcellona.

## Storia
La Meyba nasce negli anni '40 per mano di Josep Mestre e Joaquim Ballbé, le cui prime sillabe dei cognomi formano appunto "Me y Ba", producendo per lo più costumi e attrezzatura sportiva. Il marchio è divenuto poi celebre nel 1981 quando la società del Barcellona sceglie Meyba come proprio sponsor tecnico, fino al 1992, anno della vittoria in Coppa dei Campioni. Negli anni '80 altre squadre spagnole come l'Atlético Madrid e il Betis, hanno avuto Meyba come sponsor, e alcune estere come il Cerro Porteño e il Porto.